# Leopolda Gassó y Vidal
Leopolda Gassó y Vidal (Quintanar de la Orden, Toledo, 5 de novembre de 1851 - Madrid, 29 de juliol de 1885) va ser una pintora, periodista i escriptora espanyola del darrer terç del segle XIX.

## Biografia
Va néixer el novembre de 1851 a la localitat toledana de Quintanar de la Torre. Va ser la filla única del matrimoni format per Joaquín Gassó, un metge d'origen català, i Dionisia Bautista Vidal, que va ser qui sempre va afavorir que la seva filla estudiés.
La família, de classe mitja acomodada i de tall liberal i progressista es va traslladar a Toledo, on Leopolda va viure la seva infància i adolescència. Amb vuit anys va demostrar una gran habilitat per la pintura i els seus pares van decidir contractar mestres perquè li ensenyessin aquesta disciplina. La resta de la seva educació va ser autodidacta i va cultivar un gran interès per la poesia i la filosofia.
El 1864 la família es va traslladar a Madrid per continuar amb els estudis de pintura de Leopolda Gassó amb mestres com ara Luis García, Manuel Martínez i Isidoro Moreno. L'artista solia anar a visitar el Museu del Prado on realitzava còpies d'algunes de les obres més cèlebres que s'hi exposaven.
Va destacar per la seva participació en activitats filantròpiques laiques principalment relacionades en la situació de les dones i la igualtat de drets. Així a partir de 1870 va començar a escriure articles denunciant les dificultats d'accés a l'educació de les dones i advocant per una profesionalització de l'art fet per dones a la revista Almanaque del Orden i va donar suport a la creació de la Asociación para la Enseñanza de la Mujer.
El 1872 va entrar a la lògia maçònica femenina Las hijas del sol adscrita a l'organització El Gran Oriente de España on va conéixer a l'escriptora Robustiana Armiño de Cuesta i a la seva gran amiga i protectora, la periodista Concepción Gimeno de Flaquer. D'aquest grup van sortir diverses publicacions com ara el diari La Luz del Siglo Ilustrado on es va publicar el seu article La Mujer Artista o el diari La Ilustración de la Mujer (1873).
Al llarg de la seva carrera també va col·laborar com a articulista en publicacions periòdiques com ara El Álbum de la Mujer, El Correo de la Moda, El Oriente de Asturias, La voz de la Caridad o sent la única autora del Boletín-Revista del Ateneo de Valencia amb el seu article «¿A qué teoría debe obedecer la pintura contemporánea».
Tot i que la seva activitat com a pintora va ser modesta, Leopolda Gassó va guanyar diversos premis durant la dècada dels anys 70 del segle XIX. Una part de la seva obra s'ha perdut, però reflectia les problemàtiques socials allunyades de la pintura de gènere.
La seva salut delicada la va portar a instal·lar-se temporal a Alacant i a Sant Sebastià durant una temporada. El 1885 va tornar a Madrid on va morir amb només 37 anys. La seva mare va editar un llibre amb els articles publicats per la seva filla que era precedida per una necrològica escrita per la seva amiga Concepción Gimeno.